# Глогов Малополски
Глогов Малополски (пољ. Głogów Małopolski) град је у Пољској у Војводству поткарпатском. По подацима из 2012. године број становника у месту је био 6014.
.

## Становништво
| 2012. |
| ----- |
| 6.014 |

## Партнерски градови
- Лангенхаген